# Vier geistliche Gesetze
Als Vier geistliche Gesetze bezeichnet man die Glaubenssätze evangelikaler Prägung, die Bill Bright, der Gründer des weltweit größten Missionswerkes Campus Crusade for Christ International, im Jahr 1952 formulierte und als evangelistisches Traktat veröffentlichte. Sie sollen das Wesentliche des christlichen Glaubens zur Erlösung übersichtlich erklären.

## Inhalt
In dem Traktat stellt Bright die christliche Botschaft der Erlösung anhand von vier geistlichen Gesetzen dar, die nach seinem Verständnis die Beziehung des Menschen zu Gott ähnlich regeln wie die Naturgesetze das Universum. Die vier Gesetze lauten:
1. Gott liebt dich und bietet einen wundervollen Plan für dein Leben. (Joh 3,16 EU, Joh 10,10 EU)
2. Der Mensch ist sündig und von Gott getrennt. Deshalb kann er die Liebe und den Plan Gottes für sein Leben nicht erkennen und erfahren. (Röm 3,23 EU)
3. Jesus Christus ist Gottes einziger Ausweg des Menschen aus der Sünde. Durch ihn können wir die Liebe Gottes und seinen Plan für unser Leben kennenlernen und erfahren. (Röm 5,8 EU, 1 Kor 15,3–6 EU, Joh 14,6 EU)
4. Wir müssen Jesus Christus persönlich als Erlöser und Herrn aufnehmen, dann können wir die Liebe Gottes und seinen Plan für unser Leben erfahren. (Joh 1,12 EU, Eph 2,8–9 EU, Joh 3,1–8 EU, Offb 3,20 EU)

## Verbreitung
Das Traktat ist weit verbreitet und wird bis heute in unterschiedlichen Formen und Sprachen von evangelikalen Christen verwendet, um ihre Glaubensauffassungen nicht evangelikal geprägten Menschen zu erklären. Unter anderem wird es von studentischen Organisationen wie dem Philippine Student Alliance Lay Movement (PSALM) eingesetzt.